# Cour des Trois-Frères
Cour des Trois-Frères är en återvändsgata i Quartier Sainte-Marguerite i Paris elfte arrondissement. Gatan har fått sitt namn av markägaren M. Viguès tre söner. Cour des Trois-Frères börjar vid Rue du Faubourg-Saint-Antoine 81.
Cour des Trois-Frères förekommer i filmen Frantic från 1988 i regi av Roman Polański och med Harrison Ford i huvudrollen.

## Bilder
| - Inskription. |

| - Ingång. |

## Omgivningar
- Sainte-Marguerite
- Cour de l'Étoile-d'Or
- Cour de la Maison-Brûlée
- Cour Saint-Joseph
- Passage de la Boule-Blanche
- Cour Viguès
- Cour Jacques-Viguès

## Kommunikationer
- Tunnelbana – linje  – Ledru-Rollin
- Busshållplats La Boule Blanche – Paris bussnät, linje 76 86

### Webbkällor
- ”Cour des Trois-Frères”. Mairie de Paris. https://web.archive.org/web/20190905053542/http://www.v2asp.paris.fr/commun/v2asp/v2/nomenclature_voies/Voieactu/9452.nom.htm. Läst 17 oktober 2022.
- ”Cour des Trois-Frères (11ème arrondissement)”. Les rues de Paris. https://web.archive.org/web/20200115042026/http://www.parisrues.com/rues11/paris-11-cour-des-trois-freres.html. Läst 17 oktober 2022.